# 多序岩黄芪
多序岩黄芪（学名：Hedysarum polybotrys）是一种豆科植物。其干燥根为中药红芪，有增强免疫、抗肿瘤、抗衰老、抗炎等功效。

## 外部連結
- 紅芪 中藥材圖像數據庫  (香港浸會大學中醫藥學院) （中文）（英文）
- 紅芪 Hong Qi （页面存档备份，存于） 中藥標本數據庫 (香港浸會大學中醫藥學院) （繁體中文）（英文）
- 多序岩黃耆 （页面存档备份，存于） 藥用植物圖像數據庫 (香港浸會大學中醫藥學院) （中文）（英文）